# تیم ملی فوتسال یمن
تیم ملی فوتسال یمن نماینده یمن در مسابقات بین‌المللی فوتسال و یکی از تیم‌های فوتسال آسیایی است.